# Vrbice (district de Břeclav)
Pour les articles homonymes, voir Vrbice.
Vrbice (en allemand : Wrbitz, précédemment : Michelsdorf) est une commune du district de Břeclav, dans la région de Moravie-du-Sud, en République tchèque. Sa population s'élevait à 1 070 habitants en 2020.

## Géographie
Vrbice se trouve à 7 km à l'est-nord-est de Velké Pavlovice, à 19 km au nord de Břeclav, à 38 km au sud-sud-est de Brno et à 220 km au sud-est de Prague.

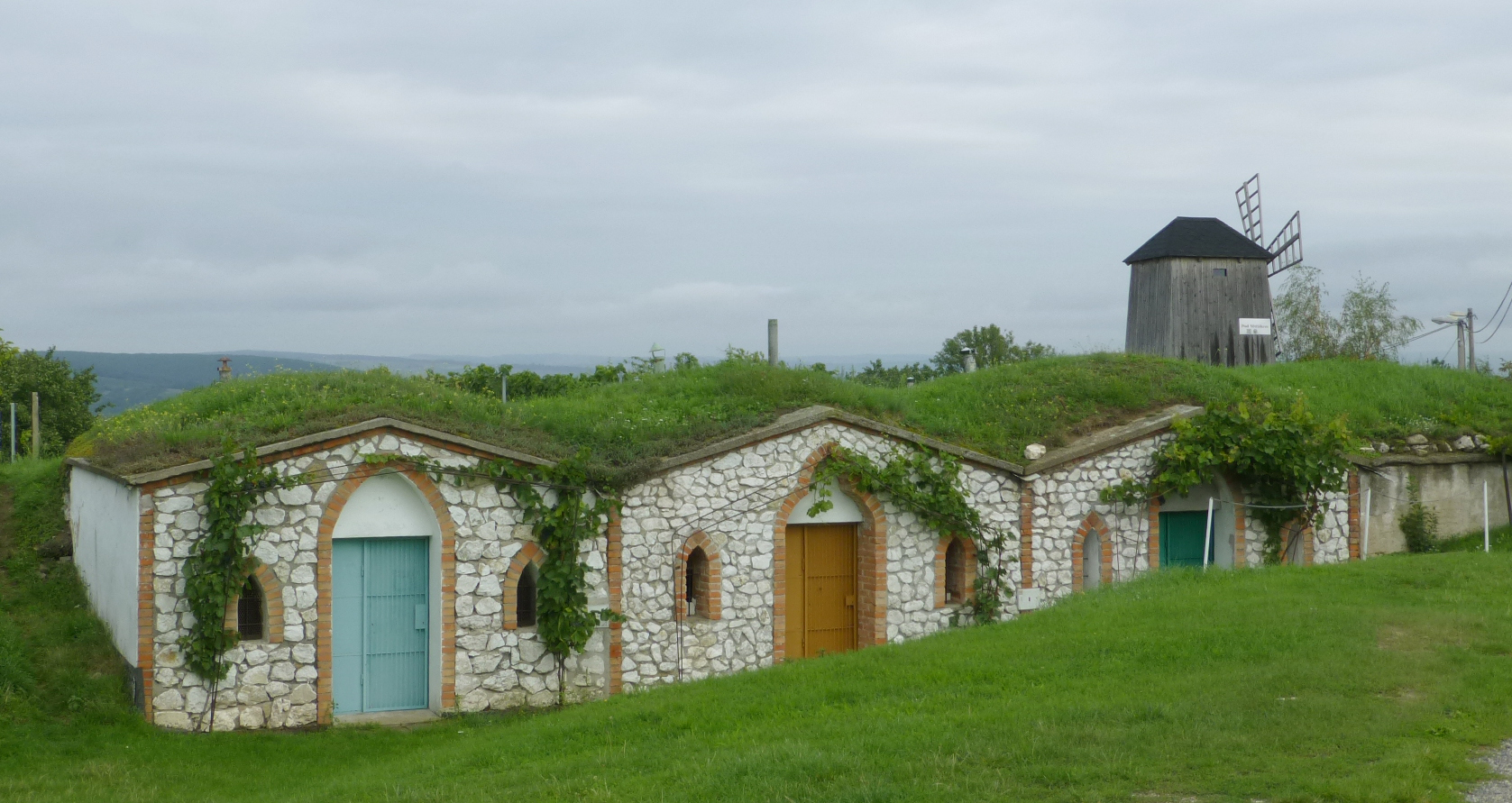
Caves à vin et moulin à vent sur la colline.

La commune est limitée par Kobylí au nord, par Čejkovice à l'est, par Velké Bílovice au sud et par Velké Pavlovice et Bořetice à l'ouest.

## Histoire
La première mention écrite de la localité date de 1222.